# Ungersk mössa
Ungersk mössa (Capulus ungaricus) är en snäckart som först beskrevs av Carl von Linné 1767.  Ungersk mössa ingår i släktet Capulus och familjen toppmössor. Arten är reproducerande i Sverige. Inga underarter finns listade i Catalogue of Life.